# Modlín
Modlín je osada, místní část města Kdyně v okrese Domažlice v Plzeňském kraji. Nachází se asi šest kilometrů jihovýchodně od Kdyně. Modlín leží v katastrálním území Smržovice o výměře 2,74 km² a v nadmořské výšce 634 metrů. Jádro Modlína tvoří tři chalupy seskupené kolem staré lípy. Je odsud krásný výhled na Šumavu a Český les. Modlín je místem, které si po staletí uchovává stejnou tvář a odolává všem civilizačním zásahům.

## Historie
První písemná zmínka o vesnici pochází z roku 1379.

## Obyvatelstvo
| Rok            | 1869 | 1880 | 1890 | 1900 | 1910 | 1921 | 1930 | 1950 | 1961 | 1970 | 1980 | 1991 | 2001 | 2011 | 2021 |
| -------------- | ---- | ---- | ---- | ---- | ---- | ---- | ---- | ---- | ---- | ---- | ---- | ---- | ---- | ---- | ---- |
| Počet obyvatel | 33   | 37   | 33   | 35   | 21   | 19   | 22   | 14   | 9    | 3    | 3    | 2    | 1    | 7    | 8    |
| Počet domů     | 7    | 7    | 4    | 4    | 4    | 4    | 4    | 4    | 4    | 1    | 1    | 1    | 2    | 3    | 3    |

## Obecní správa
Při sčítání lidu v letech 1850–1980 Modlín byl osadou obce Smržovice v okrese Domažlice. Od 1. července 1980 je částí města Kdyně v okrese Domažlice.